# Cowabunga
Cowabunga est un cri de guerre, ou expression de stupéfaction, utilisé dans de nombreuses bandes dessinées et dessins animés tels que Peanuts (par Snoopy), Les Simpson (par Bart), Les Tortues Ninja, ou 1, rue Sésame (par Macaron) ; souvent lorsque celui qui le prononce est un pratiquant de surf ou de skate-board. Stewie Griffin la prononce également dans le premier épisode de la saison 13 des Griffin, lors de leurs rencontre avec les Simpson. Elle est aussi présente dans le film Teen Beach Movie. Et dans le film "Batman et Robin" de 1997, prononcé par Robin surfant sur le toit d'un immeuble de Gotham City. 
C'est aussi le prénom du surfeur Cowabunga Carlyle dans l'épisode  de Scooby-Doo intitulé No Sharking Zone.
Il a pour origine le programme télévisé américain des années 1940 à 1960 Howdy Doody et fut popularisé par les surfeurs hawaïens et australiens.
Il a de nombreuses orthographes, comme kowabunga, cowabonga ou kawabunga.